# Adrian Maniu
Adrian Maniu (n. 6 februarie 1891, București, România – d. 20 aprilie 1968, București, România) a fost un scriitor român, poet tradiționalist al epocii interbelice, considerat a aparține curentelor artistice ale gândirismului și simbolismului, membru corespondent (din 1933) al Academiei Române.
A fost  fratele pictoriței Rodica Maniu și cumnatul pictorului Samuel Mutzner.

## Studii
S-a născut la București, din părinți de origine ardeleană. Se înscrie la Facultatea de Drept (1910), licențiat al Facultății de Drept din București dar nu profesează niciodată după examenul de licență. Redactor la Chemarea, Universul, Dimineața și Adevărul. A făcut parte din primul colegiu director al revistei Gândirea alături de Lucian Blaga, Cezar Petrescu, Nichifor Crainic. Participă sporadic la cenaclul lui Alexandru Macedonski. Colaborează de-a lungul timpului la revistele "Insula" (1911), "Simbolul" (1911), "Seara" (1913-1914), "Noua revista română" (1914). Debutează ca poet simbolist cu volumul "Figurile de ceară" (1912).

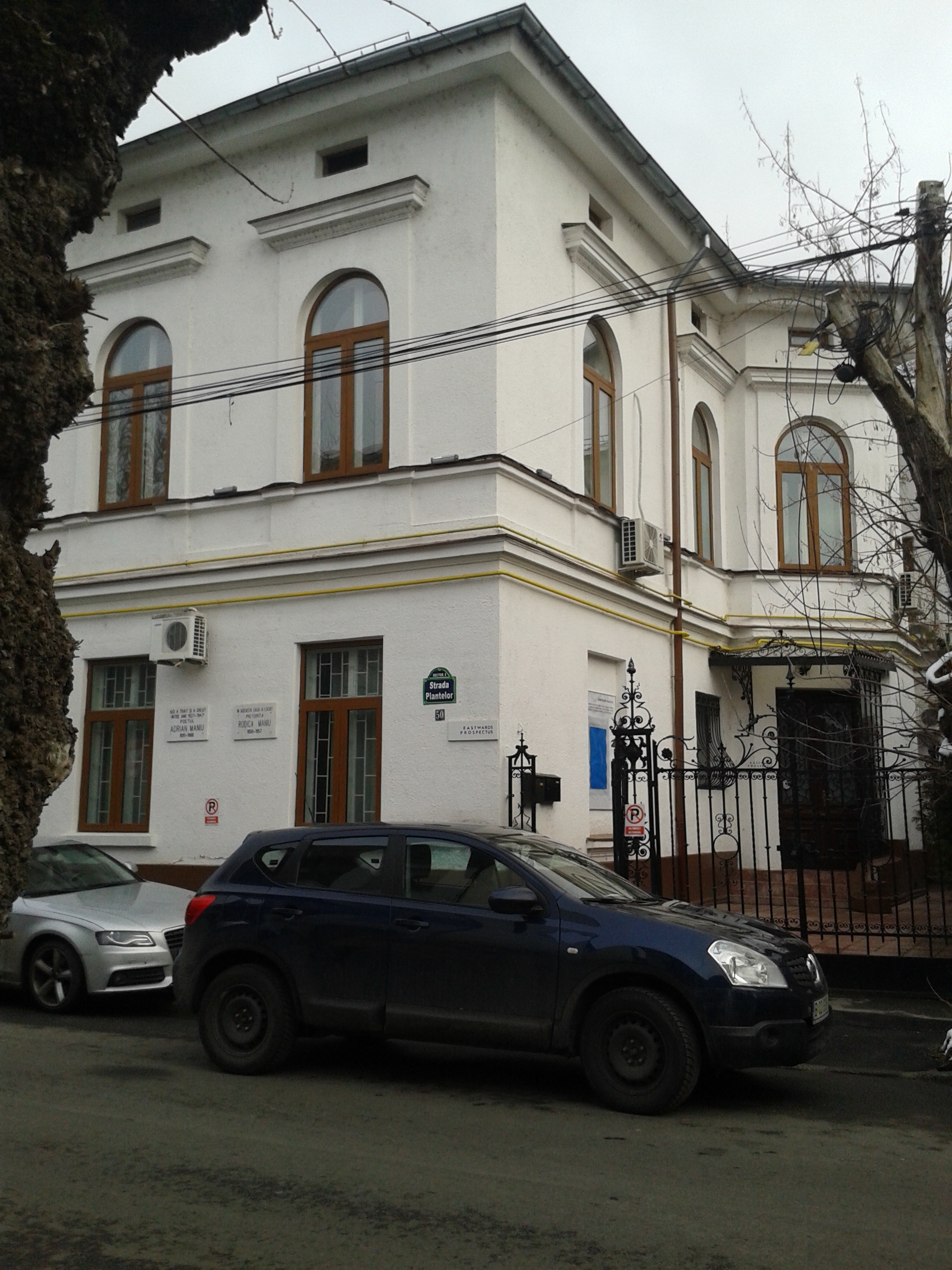
Casa Adrian și Rodica Maniu din București

## Distincții
- Ordinul „Meritul Cultural” clasa a II-a (26 septembrie 1966) „pentru merite deosebite în activitatea literară, artistică și de răspîndire a culturii naționale, cu prilejul Centenarului Academiei Republicii Socialiste România”[4]

## Opere publicate

### Versuri
- Figurile de ceară, (1912), debut editorial
- Salomeea, Tipografia G. Ionescu, 1915
- Lângă pământ, Ed. Cultura Națională, 1924
- Drumul spre stele, Ed. Cartea Românească,1930
- Cartea țării, Ed. Fundațiilor Culturale Regele Carol I, 1934
- Cântece de dragoste și moarte, Ed. Cultura Națională, 1935
- Focurile primăverii și flăcări de toamnă, București, 1935

### Teatru
- Lupii de aramă, (1929), republicat la Editura Dacia, Cluj-Napoca, 230 pagini, 1975

Lucrări de artă
- La gravure sur bois en Roumanie, Cartea românească, Bucarest, 1929

### Traduceri
- Cântecul Nibelungilor repovestit de Adrian Maniu, 462 pagini, Editura de Stat pentru Literatură și Artă, 1958

## Conferințe radio
- Gravura în lemn — 1929
- Arta copiilor — 1930
- Despre toamnă — 1932